# 青山庄兵衛
青山 庄兵衛（あおやま しょうべえ、1848年2月6日（嘉永元年1月2日）- 1912年（明治45年）6月4日）は、明治時代の政治家、銀行家。自由民権運動家。衆議院議員（1期）。幼名は伝太郎。

## 経歴
先代青山庄兵衛の長男として越前国足羽郡東郷村（福井県足羽郡東郷二ヶ村、東郷村、足羽村、足羽町を経て現福井市東郷二ケ町）に生まれる。14、5歳にして儒学を志す。1873年（明治6年）戸長に就任し、在任中に発生した足羽川大洪水では飢餓に苦しむ農民を救うなど復旧に尽力した。1879年（明治12年）県制発布とともに石川県会議員に当選し、のち福井県会議員、足羽郡会議員と歴任した。1882年（明治15年）に杉田定一が北陸自由新聞を発刊すると100余円に及ぶ私財を投じ、1889年（明治22年）には南越倶楽部の代表となり自由民権を唱えた。
1890年（明治23年）7月の第1回衆議院議員総選挙では福井県第1区から出馬し当選。自由倶楽部に所属し衆議院議員を1期務めた。ほか、地方衛生会員、所得税調査委員、足羽郡農会名誉会員、福井県農工銀行頭取、足羽郡教育会長、東郷郵便局長、同電信局長などを歴任した。

## 親族
- 養嗣子・弟：青山荘（たかし、福井県会議員）[3]